# Màrkovo (Iúriev-Polski)
|  | Per a altres significats, vegeu «Màrkovo». |

Màrkovo (en rus: Марково) és un poble de l'óblast de Vladímir, a Rússia, segons el cens del 2010 tenia 20 habitants. Pertany al districte municipal de Iúriev-Polski.